# Орандж (Огайо)
Орандж (англ. Orange) — селище (англ. village) в США, в окрузі Каягога штату Огайо. Населення — 3421 особа (2020).

## Географія
Орандж розташований за координатами 41°26′34″ пн. ш. 81°28′25″ зх. д. / 41.44278° пн. ш. 81.47361° зх. д. (41.442914, -81.473734).  За даними Бюро перепису населення США в 2010 році селище мало площу 9,90 км², з яких 9,85 км² — суходіл та 0,05 км² — водойми.

## Демографія
Згідно з переписом 2010 року, у селищі мешкали 3323 особи в 1277 домогосподарствах у складі 973 родин. Густота населення становила 336 осіб/км².  Було 1374 помешкання (139/км²).
Расовий склад населення:
| - 77,1 % — білих - 14,4 % — чорних або афроамериканців - 5,7 % — азіатів - 0,1 % — вихідців з тихоокеанських островів - 0,1 % — корінних американців |

До двох чи більше рас належало 1,9 %. Частка іспаномовних становила 1,6 % від усіх жителів.
За віковим діапазоном населення розподілялося таким чином: 24,8 % — особи молодші 18 років, 57,1 % — особи у віці 18—64 років, 18,1 % — особи у віці 65 років та старші. Медіана віку мешканця становила 46,8 року. На 100 осіб жіночої статі у селищі припадало 92,5 чоловіків;  на 100 жінок у віці від 18 років та старших — 87,9 чоловіків також старших 18 років.
Середній дохід на одне домашнє господарство  становив 145 609 доларів США (медіана — 94 792), а середній дохід на одну сім'ю — 164 188 доларів (медіана — 116 726). Медіана доходів становила 71 898 доларів для чоловіків та 73 636 доларів для жінок. За межею бідності перебувало 5,3 % осіб, у тому числі 5,2 % дітей у віці до 18 років та 6,0 % осіб у віці 65 років та старших.
Цивільне працевлаштоване населення становило 1657 осіб. Основні галузі зайнятості: освіта, охорона здоров'я та соціальна допомога — 29,3 %, науковці, спеціалісти, менеджери — 18,9 %, фінанси, страхування та нерухомість — 12,6 %, роздрібна торгівля — 11,0 %.